# Neopentelia kinabaluensis
Neopentelia kinabaluensis är en skalbaggsart som beskrevs av Brenske 1896. Neopentelia kinabaluensis ingår i släktet Neopentelia och familjen Melolonthidae. Inga underarter finns listade i Catalogue of Life.